# Lighthouse Reef
Das Lighthouse Reef (deutsch: Leuchtturmriff) ist ein Atoll vor der Küste von Belize.

## Geographie
Das Lighthouse Reef liegt im Belize Barrier Reef, das neben zahlreichen kleinen Inseln auch drei größere Atolle umfasst, von denen das Lighthouse Reef das östlichste ist. Es liegt etwa 80 km südöstlich der ehemaligen Hauptstadt Belize City und gehört administrativ zum Belize District. Die Nord-Süd-Ausdehnung beträgt 41,1 km, die West-Ost-Ausdehnung bis zu 9,4 km. Die Lagune im Inneren des Atolls hat eine Fläche von 120 km² und eine durchschnittliche Wassertiefe von drei Metern.
Die Gesamtfläche des Atolls einschließlich der Riffplattform beträgt etwa 200 km².
| Insel          | Fläche (ha) | Einwohner | Koordinaten                  |
| -------------- | ----------- | --------- | ---------------------------- |
| Sandbore Caye  | 4           | ...       | 17° 27′ 50″ N, 87° 29′ 17″ W |
| Northern Caye  | 526         | ...       | 17° 26′ 42″ N, 87° 30′ 10″ W |
| Long Caye      | 263         | ...       | 17° 12′ 39″ N, 87° 35′ 33″ W |
| Saddle Caye    | 0,007       | -         | 17° 14′ 41″ N, 87° 32′ 33″ W |
| Half Moon Caye | 18          | -         | 17° 12′ 18″ N, 87° 32′ 10″ W |
| Hat Caye       | 0,2         | -         | 17° 10′ 30″ N, 87° 37′ 11″ W |

Sandbore Caye und Northern Caye werden von Einheimischen unter der Bezeichnung Northern Two Cayes zusammengefasst, die übrigen als Southern Four Cayes. Sandbore Caye ist die nördlichste und gleichzeitig östlichste Insel des Atolls sowie die östlichste Landmasse des Staates Belize. Saddle Caye ist in offiziellen Karten von 2009 noch verzeichnet, wurde seitdem aber vermutlich vom Meer abgetragen. Etwa in der Mitte des Atolls befindet sich das Great Blue Hole (Lage), eine 125 m tiefe Doline.

## Geschichte
1820 bzw. 1886 wurden auf Half Moon Caye bzw. Sandbore Caye erste Leuchttürme installiert. 1924 wurde Half Moon Caye noch unter britischer Kolonialherrschaft zum Naturschutzgebiet erklärt. 1961 und 1978 wurde das Lighthouse Reef von verheerenden Zyklonen getroffen. Mediale Aufmerksamkeit erfuhr das Atoll erstmals 1972 durch einen Dokumentationsfilm des Meeresforschers Jacques Cousteau, der das Lighthouse Reef im Rahmen einer Expedition aufsuchte. 1982 wurde Half Moon Caye zum Nationalpark ernannt und war damit das erste maritime Schutzgebiet Belizes. 1996 wurden das Great Blue Hole und die Insel Half Moon Caye als Teil des Belize Barrier Reef zum UNESCO-Welterbe erklärt, das von der Belize Audubon Society verwaltet wird.

## Flora und Fauna
Das Lighthouse Reef verfügt über eine hohe Biodiversität. Wegen dieser Eigenschaft ist das Atoll regelmäßig Ziel von Forschungsaktivitäten insbesondere zur Nachhaltigkeit von Schutzmaßnahmen und zum Klimawandel; auf Long Caye gibt es hierfür eine kleine Forschungsstation. In Zeiten allgemeiner Korallenbleiche gilt das Lighthouse Reef als gesündestes Korallenriff der Welt.
Die dominierende Pflanzenart auf den Inseln des Archipels ist die Kokospalme. Auf den größeren Inseln kommen Mangrovenwälder vor. Auf Half Moon Caye gibt es einen Ziricotenwald.
Zu den bedrohten, im Lighthouse Reef vorkommenden Tierarten gehören das Spitzkrokodil, das Leistenkrokodil (nur Northern Caye) sowie einige Schildkrötenarten (Echte Karettschildkröte, Unechte Karettschildkröte und Suppenschildkröte), die hier ihre Eier ablegen. Auf Half Moon Caye nisten Rotfußtölpel und Prachtfregattvögel, auf Northern Caye Schmuckreiher. Auf allen Inseln leben kleinere Reptilienarten, auf Half Moon Caye auch Grüner Leguan und Schwarzleguan sowie der in Belize endemische Phyllodactylus insularis (Island Leaf-toed Gecko oder Belize Atoll Gecko). In den wenigen Binnengewässern der Inseln kommt Kryptolebias marmoratus vor, ein Zahnkärpfling, der durch seine Haut atmen und so bis zu zwei Monate an Land überleben kann. Die Unterwasserwelt ist sehr vielfältig und ist deckungsgleich mit der des Belize Barrier Reef. An Großfischen kommen insbesondere im Great Blue Hole beispielsweise Amerikanische Stechrochen, Mantarochen und Zackenbarsche vor; weiterhin gibt es etwa 500 Arten Rifffische und über 80 Korallenarten. Das seltene Karibik-Manati ist im Lighthouse Reef heimisch.

## Wirtschaft/Nutzung
Das Lighthouse Reef ist das Zentrum des Tauchsports in Belize. Von Touristendestinationen wie Ambergris Caye oder Caye Caulker wird das Atoll mit Booten angefahren; auf Half Moon Caye und Northern Caye gibt es touristische Unterkünfte. Neben Tauchgebieten entlang der Riffkanten ist vor allem das Great Blue Hole populär, das zu den beliebtesten Tauchrevieren der Welt gehört. Northern Caye verfügt über eine kleine Landebahn für Flugzeuge. Sandbore Caye verfügt als einzige Insel des Atolls über einen Leuchtturm; der südliche Leuchtturm auf Half Moon Caye stürzte 2010 durch Einwirkung von Hurrikan Matthew ein und wurde nicht wieder aufgebaut. Sandbore Caye und Northern Caye befinden sich im gemeinschaftlichen Besitz zweier Investmentfirmen, die sich seit 2013 zusammen mit einer italienischen Investmentfirma untereinander Rechtsstreite um das Eigentum an und die Entwicklung der Insel liefern. Fischerei ist für die wenigen nicht im Tourismussektor beschäftigten Bewohner der Inseln der wichtigste Erwerbszweig.

## Galerie

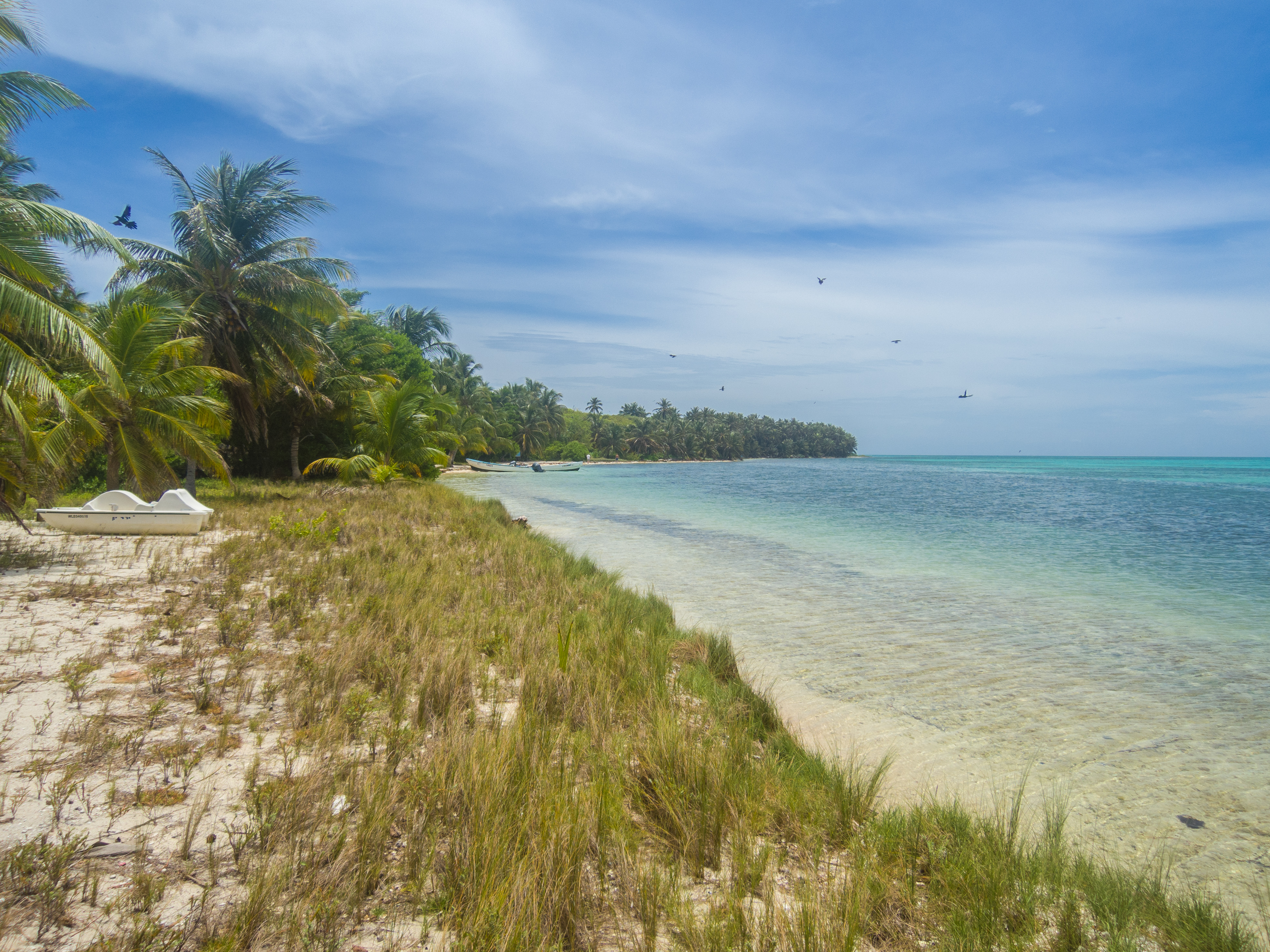
Half Moon Caye
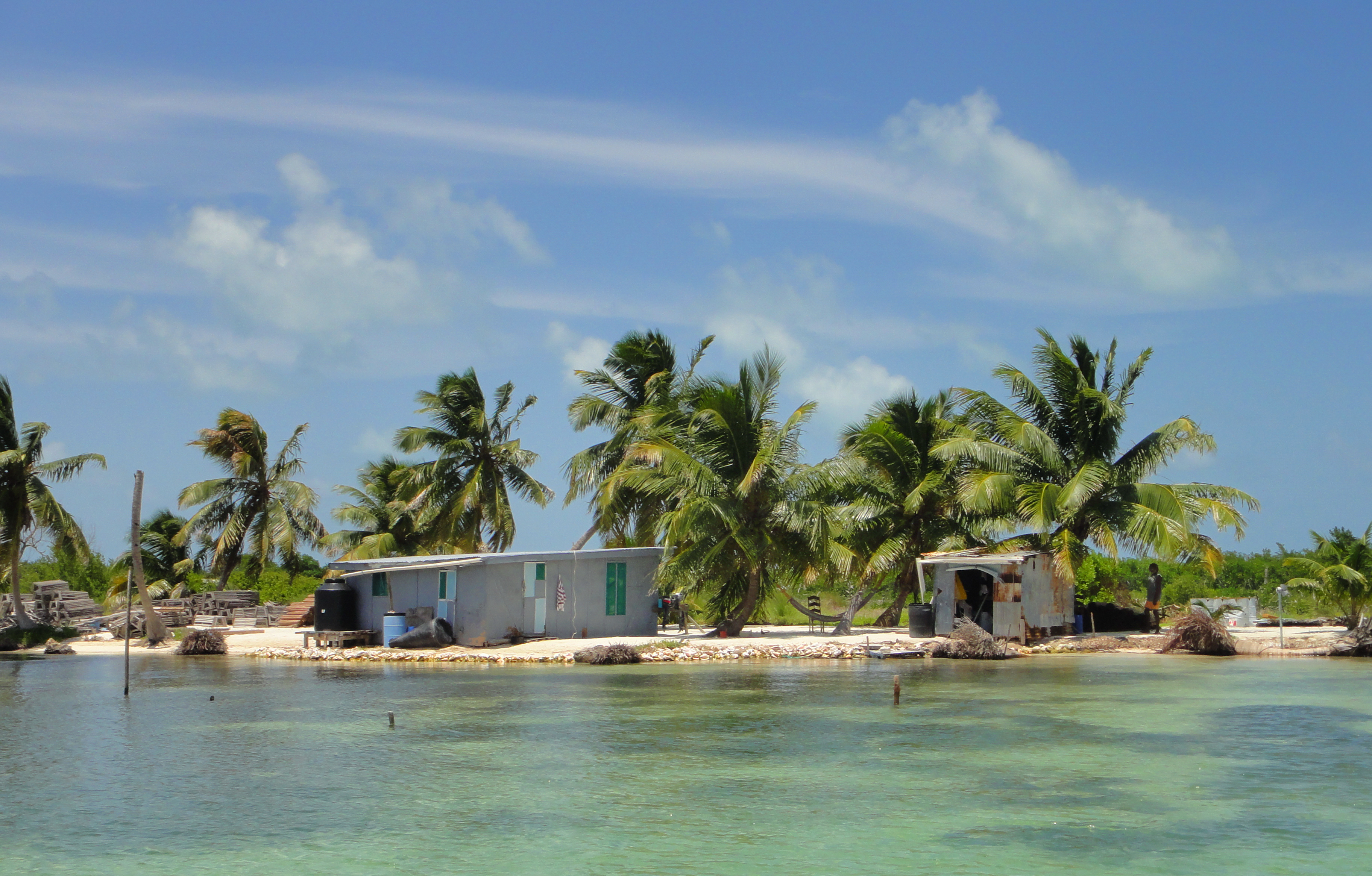
Northern Caye
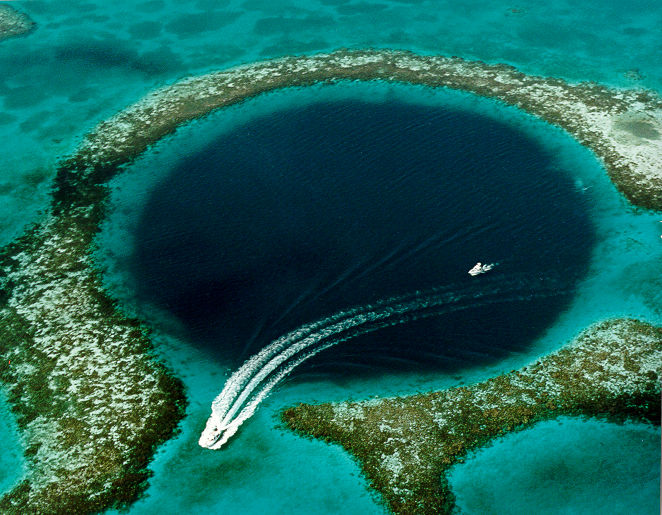
Great Blue Hole